# パラゴン・スペース・デベロップメント
パラゴン・スペース・デベロップメント（Paragon Space Development Corporation）はアメリカ合衆国アリゾナ州ツーソンに位置する会社。Jane PoynterとTaber MacCallumによって設立され、国際宇宙ステーションやミールへのミッションなど、70を越える宇宙飛行ミッションにハードウェアを提供している。
臓器培養の皿、水生植物とその他の生物を共生させる閉鎖的生態システム、環境制御・生命維持システム（ECLSS）装置の試験設備といったものも製造している。
ファーストリスポンダーやダイビングスーツといった宇宙空間以外の極限環境を目的とした製品もある。